# گای ماردل
گای ماردل (به انگلیسی: Guy Mardel) (زاده ۳۰ ژوئن ۱۹۴۴) خواننده فرانسوی است.
او نماینده فرانسه در یوروویژن ۱۹۶۵ بود.